# Vyšný Klátov
Vyšný Klátov – wieś (obec) na Słowacji położona w kraju koszyckim, w powiecie Koszyce-okolice. Pierwsze wzmianki o miejscowości pochodzą z roku 1332. 
Według danych z dnia 31 grudnia 2012, wieś zamieszkiwało 441 osób, w tym 219 kobiet i 222 mężczyzn.
W 2001 roku rozkład populacji względem narodowości i przynależności etnicznej wyglądał następująco:
- Słowacy – 99,27%
- Romowie – 0,24%
- Węgrzy – 0,49%

Ze względu na wyznawaną religię struktura mieszkańców kształtowała się w 2001 roku następująco:
- Katolicy rzymscy – 95,15%
- Grekokatolicy – 0,49%
- Ewangelicy – 0,49%
- Ateiści – 0,49%
- Nie podano – 1,21%